# Christuskirche (Gauting)

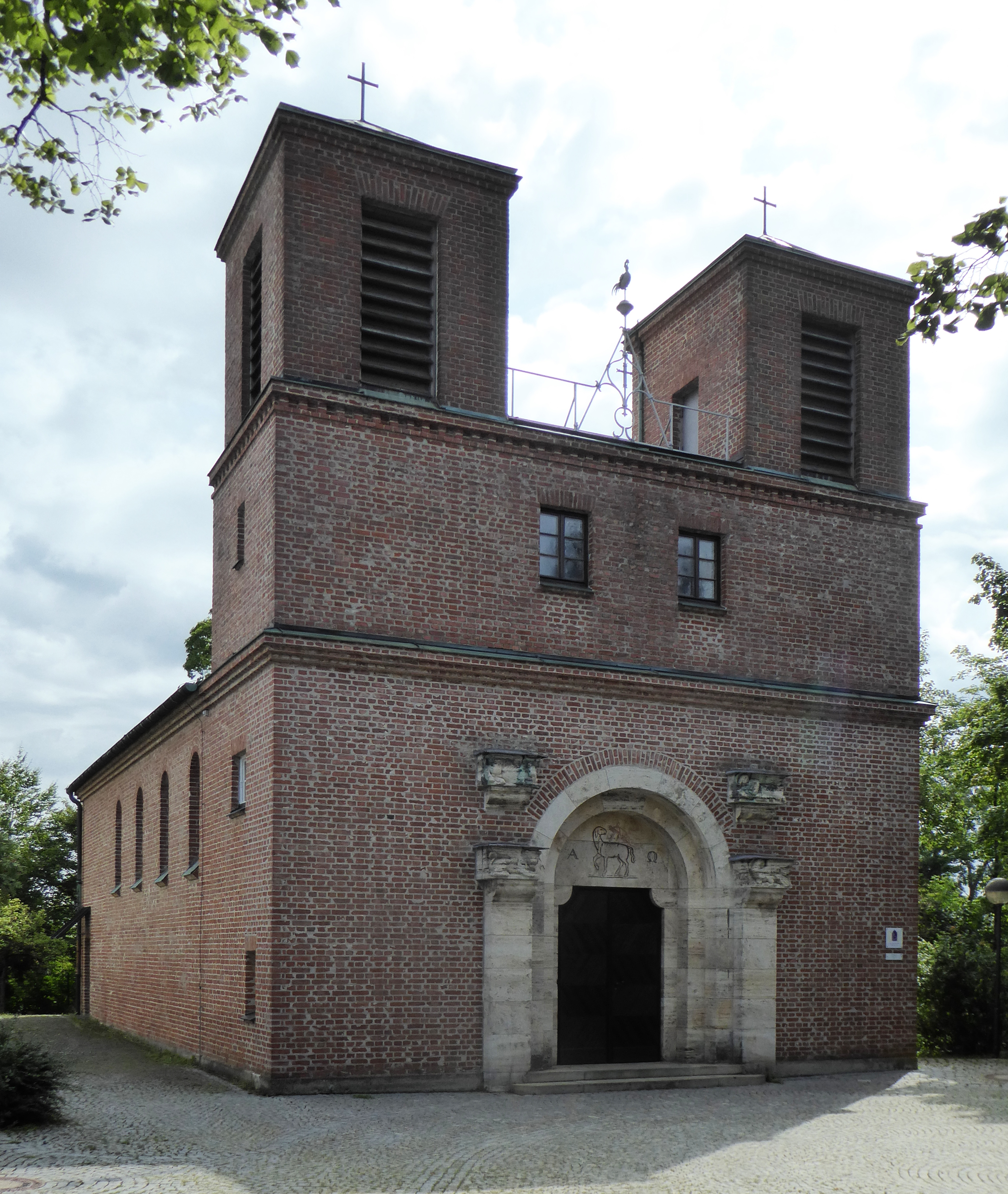
Christuskirche

Die Christuskirche ist eine evangelische Kirche in Gauting, einer Gemeinde im Landkreis Starnberg. Sie wurde 1928 eingeweiht.

## Geschichte
1926 beschloss der Kirchenvorstand den Bau der Kirche. Der Entwurf stammte von Theodor Fischer; im September 1927 wurde der Grundstein gelegt. Im September 1928 erfolgte die Einweihung.
In den 1970er Jahren wurde die Kirche unter Denkmalschutz gestellt. Bis 2005 fand die bisher letzte größere Renovierung statt; zugleich wurde eine neue Orgel eingeweiht.

## Architektur und Ausstattung
Das aus rotem Backstein errichtete Saalkirche zeichnet sich durch einen rechteckigen Grundriss – mit zwei Anbauten – und zwei kurze Türme mit quadratischem Grundriss aus. Im Osten befindet sich eine Apsis, im Süden eine Sakristei. Am Portal befinden sich Plastiken von Friedrich Lommel, die die Symbole der vier Evangelisten darstellen. Das Tympanon unter dem Schlussstein zeigt das Lamm Gottes und die Buchstaben Alpha und Omega.

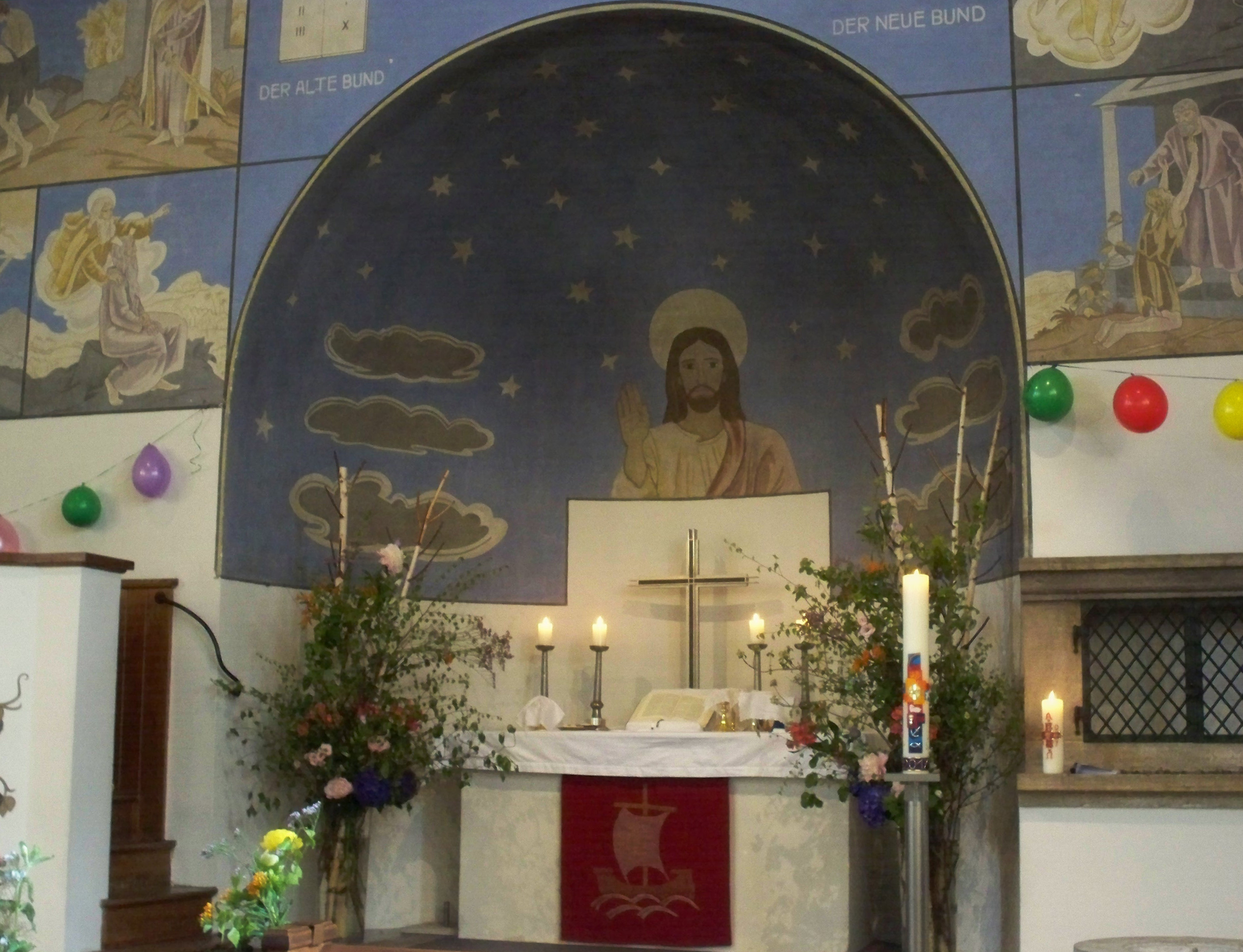
Altar mit Altarbild

Der relativ kleine Innenraum ist weitgehend achsensymmetrisch aufgebaut. Die flache Kassettendecke besteht aus Lärchenholz. Links und rechts vom Mittelgang stehen Bänke aus demselben Material. Der Boden ist mit Solnhofener Schiefer belegt. Die Wand hinter dem Altar zeigt Fresken von Max Unold, die unter einem Wort aus Psalm 36 biblische Szenen darstellen. Das Altarbild in der Apsis zeigt Christus im byzantinischen Stil. Die links stehende Kanzel ist mit dem ebenfalls von Unold geschaffenen Fresko eines Rebstocks versehen. Rechts vom Altar befindet sich ein vergittertes Schränkchen, in dem die Abendmahlsutensilien aufbewahrt werden. Der Taufstein wurde 2005 von Helmut Ulrich aus Wachenzeller Dolomit hergestellt. Die Bodenplatten unterhalb des Taufsteins bestehen aus demselben Material. Im selben Jahr schuf Ulrich auch das Altarkreuz und den Osterkerzenleuchter.

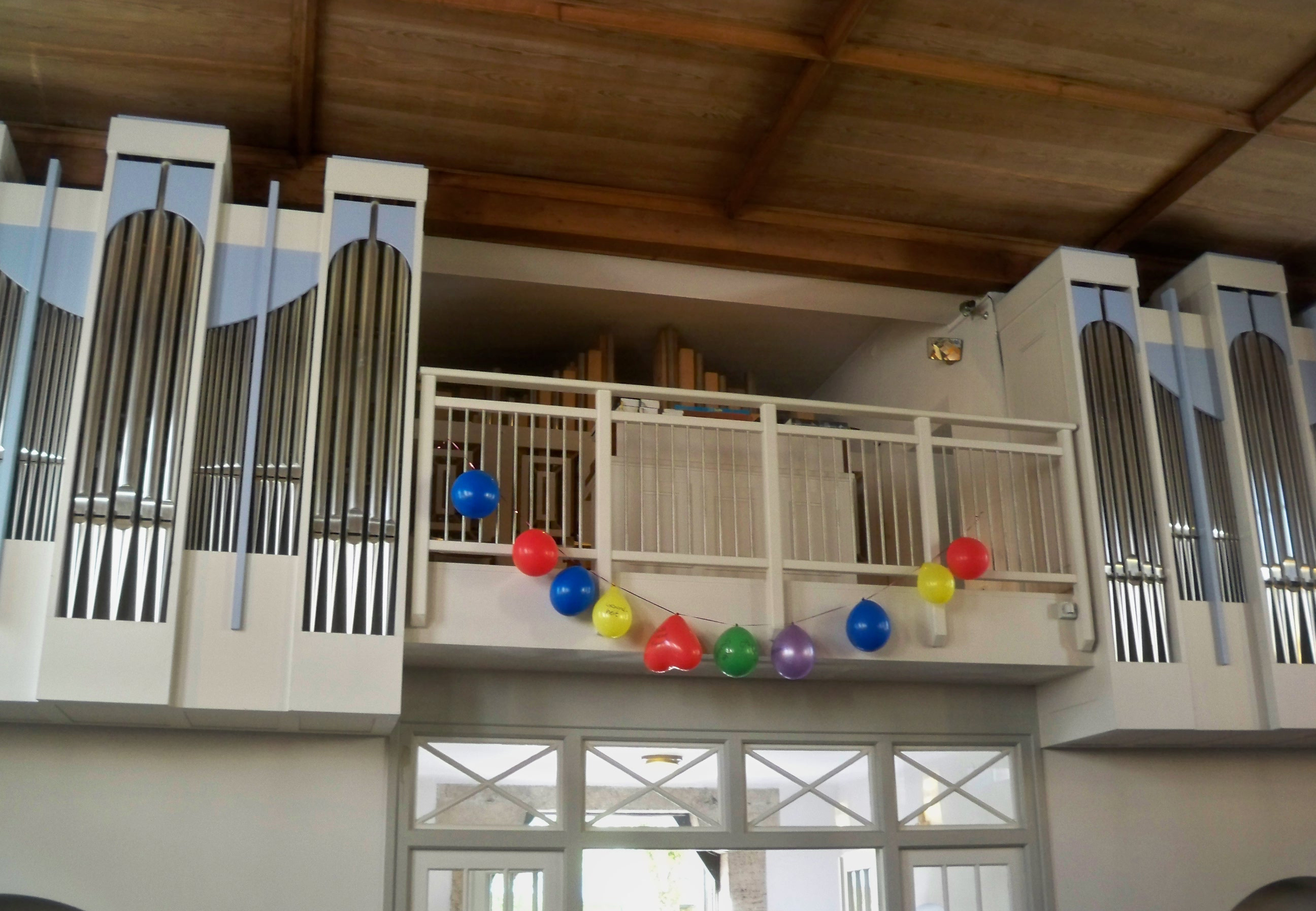
Rückwand mit Orgel

An der Rückwand befindet sich die Orgelempore mit der Orgel, deren bläulicher Prospekt die Leitfarbe des Altarbildes aufnimmt. In die Mauer sind ebenfalls symmetrisch zwei Nischen eingelassen, in denen je eine Bank steht.
Die Orgel wurde von Gerhard und Markus Lenter aus Sachsenheim als deren zweiter Neubau gebaut. Sie besteht aus den zwei Manualwerken links und rechts und dem Spieltisch sowie dem dahinterliegenden Pedalwerk in der Mitte. In ihrer Klangsprache wird sie der Frühromantik zugerechnet.
| I Hauptwerk C–g3 |              |     |
| 1.               | Prinzipal    | 08′ |
| 2.               | Quintatön    | 08′ |
| 3.               | Gedackt      | 08′ |
| 4.               | Oktave       | 04′ |
| 5.               | Gedacktflöte | 04′ |
| 6.               | Oktave       | 02′ |
| 7.               | Mixtur III   |     |

| II Positiv C–g3 |              |         |
| 8.              | Holzflöte    | 08′     |
| 9.              | Viola        | 08′     |
| 10.             | Fugara       | 04′     |
| 11.             | Traversflöte | 04′     |
| 12.             | Nasard       | 02 ⁄3′  |
| 13.             | Sifflöte     | 02′     |
| 14.             | Terz         | 01 3⁄5′ |

| Pedal C–f1 |           |     |
| 15.        | Subbass   | 16′ |
| 16.        | Oktavbass | 08′ |
| 17.        | Cello     | 08′ |

- Koppeln: II/I, I/P, II/P.

Der Eingang erfolgt durch einen Vorraum, der auch als Andachtsraum genutzt werden kann.
Die drei Glocken im Glockenturm werden über Seile geläutet. Die mittlere Glocke hängt seit 1928 in der Kirche. Zwei weitere Glocken des ursprünglichen Geläuts wurden im Verlauf des Zweiten Weltkriegs eingeschmolzen und nach dem Krieg durch Glocken aus Kloster Leubus und Münsterberg in Schlesien ersetzt. Die Weihe des neuen Geläuts fand 1952 statt.

## Nutzung
In der Kirche werden sonntags und an Feiertagen Gottesdienste gehalten. Daneben wird sie für Kasualien genutzt. Die Kirchenmusik wird ehrenamtlich und in Kooperation mit dem „Kirchenmusik-Verein“ organisiert.

## Umgebung
Die Kirche steht nahe dem Stadtzentrum zwischen Bahnstrecke und Würm in der Ammerseestraße 17, abseits der Straße an einem eiszeitlichen Terrassenhang. Zum Kirchengrundstück gehören das Pfarrhaus, das Gemeindehaus und ein Kindergarten, die zwischen 1962 und 1995 entstanden.